# Antoine Ferey
Pour les articles homonymes, voir Ferey.
Antoine Ferey, né le 21 avril 1993 à Flers, est un acteur français.

## Biographie
Antoine Ferey est connu pour avoir joué le rôle de Tim Ferrière dans la série télévisée de France 3 Famille d'accueil de 2005 à 2015 (saison 5 épisode 4 à saison 14) au côté de Virginie Lemoine et Christian Charmetant, notamment. Il reprend le rôle de Tim Ferrière qui était interprété par Alexis Estève entre 2001 et 2005.
En 2016, il rejoint le casting de la série de TF1 La Vengeance aux yeux clairs dans laquelle il incarne Antoine, le frère d'Emma Fortuny, l'héroïne interprétée par Laëtitia Milot.

## Filmographie

### Cinéma

#### Long-métrage
- 2020 : Amants de Nicole Garcia

#### Courts-métrages
- 2017 : Je suis venu les mains vide : le mec dans le RER
- 2017 : Tout ce qui nous lie de Léa Julienne : Bastien
- 2021 : Aujourd'hui de Francis Chillet : Aaron
- 2022 : The Tears You Left with Me de Thibault Buccellato

### Télévision

#### Téléfilms
- 2007 : Maman est folle, téléfilm de Jean-Pierre Améris
- 2016 : Moi avant toi : serveur parisien
- 2023 : Le Goût du crime de Chloé Micout : lieutenant Baptiste Toussaint

#### Séries télévisées
- 2005 à 2015 : Famille d'accueil : Tim Ferrière (saisons 5 à 14)
- 2010 : Diane, femme flic : Baptiste (saison 7, épisode 7)
- 2014 : Comme chez vous, de Charles Van Tieghem
- 2016 : Commissaire Magellan (épisode 21 de Lionel Chatton) : Julien Lorrain[1]
- 2016 : La Vengeance aux yeux clairs de David Morley : Antoine Fortuny
- 2016 : Agathe Koltès : Cyril (saison 1, épisode 6)
- 2016 à 2017 : Scènes de ménages : Félix
- 2017 : La Guerre des as, de Fabrice Hourlier : René Fonck
- 2017 : Section de recherches : Victor (saison 12, épisode 6)
- 2017 : Commissaire Magellan : Julien Valière (épisode 28)
- 2018 : Meurtres dans le Morvan de Simon Astier : Théo Lefèvre
- 2019 : Alice Nevers : Le juge est une femme : Tom (saison 17, épisode 6)
- 2021 : Demain nous appartient : Dimitri Maniglier (6 épisodes)
- 2024 : Camping Paradis : François-Xavier (saison 15, épisode 2)

#### Web série
- 2019 : À contre courant
  - Épisode 1 de Samantha Jean
  - Épisode 2 de Jérémy Lascar

## Doublage

### Cinéma

#### Films
- Evan Marsh dans :
  - Shazam! (2019) : Burke Breyer
  - Shazam! La Rage des Dieux (2023) : Burke Breyer
- Trevor Van Uden dans :
  - Joli désastre (en) (2023) : Thomas Maddox
  - Beautiful Wedding (2024) : Thomas Maddox
- Sky Yang dans :
  - Rebel Moon - Partie 1 : Enfant du feu (2023) : le caporal Aris
  - Rebel Moon - Partie 2 : L'Entailleuse (2024) : le caporal Aris
- 2017 : Baywatch : Alerte à Malibu : voix additionnelles
- 2018 : Mamma Mia! Here We Go Again : Sam jeune (Jeremy Irvine)
- 2018 : Searching : Portée disparue : ? (?)
- 2018 : Undercover : Une histoire vraie : Edwin « Nugg » Crutcher (Raekwon Haynes)
- 2018 : Doris : Willem (Tarik Moree)
- 2019 : Alita: Battle Angel : Hugo (Keean Johnson)
- 2019 : Charlie's Angels : Langston (Noah Centineo)
- 2019 : The Vigil : Éric (Spencer Zender)
- 2020 : Sonic, le film : voix additionnelles
- 2020 : Hasta el cielo : Limon (Fidel Betancourt)
- 2020 : The Way Back : Bobby Freeze (Ben Irving)
- 2020 : USS Greyhound : La Bataille de l'Atlantique : le lieutenant Harbutt (Jimi Stanton)
- 2021 : Old : Trent à 15 ans (Alex Wolff)
- 2021 : Jolt : voix additionnelles
- 2021 : House of Gucci : Walter (Édouard Philipponnat)
- 2022 : Scream : Richie Kirsch (Jack Quaid)
- 2022 : The Whale : Thomas (Ty Simpkins)
- 2022 : Rosaline : Mercutio (Henry Hunter Hall (en))
- 2022 : My Policeman : ? (?)
- 2023 : Crazy Bear : Vest (J. B. Moore)
- 2023 : Le Challenge : ? (?)
- 2023 : Gran Turismo : Felix (Richard Cambridge)
- 2023 : My Dear F***ing Prince : ? (?)
- 2023 : Hunger Games : La Ballade du serpent et de l'oiseau chanteur : Festus Creed (Max Raphael)
- 2023 : Thanksgiving : La Semaine de l'horreur : Lonnie (Mika Amonsen)
- 2023 : Ils étaient un seul homme : ? (?)
- 2024 : Bob Marley: One Love : ? (?)
- 2024 : Five Blind Dates (en) : Nigel (Scott Lee)
- 2024 : La Demoiselle et le Dragon : ? (?)
- 2024 : Unfrosted : L'Épopée de la Pop-Tart : ? (?)
- 2024 : La Planète des singes : Le Nouveau Royaume : Anaya (Travis Jeffery)
- 2024 : Jeu intérieur : ? (?)
- 2025 : Souviens-toi… l'été dernier : ? (?)

#### Films d'animation
- 2018 : Les Indestructibles 2 : voix additionnelles
- 2021 : Les Mitchell contre les machines : voix additionnelles
- 2021 : Arlo, le garçon alligator : voix additionnelles
- 2022 : Hopper et le Hamster des ténèbres : Stanley (création de voix)
- 2023 : Élémentaire : Lutz
- 2024 : La Légende du tigre : voix additionnelles
- 2024 : Tous en scène : Thriller : Johnny[2]

### Télévision

#### Séries télévisées
- 2018 : Angie Tribeca : Durphy (Christopher Jefferson)
- 2018-2019 : Cloak and Dagger : Duane Porter (Dalon J. Holland)
- 2020 : A Teacher (en) : Ryan (Devon Bostick) (mini-série)
- 2020 : Love, Victor : Teddy (Aj Carr)
- 2020 : No Man's Land : Iyad jeune (Joseph Heppel) (mini-série)
- 2020 : El Cid : Alvar (Adrián Salzedo)
- 2020-2023 : Sweet Home : Jang Ju-seong (Kim Chang-hwan)
- 2021 : Riverdale : Kendrick (Simon Alexander)
- 2021 : Dickinson : Archibald (Joey Odom)
- 2021 : Young Rock : Kevin (Stephen Adams) (saison 1)
- 2021 : Directrice : Abdul (Abdul Alvi) (mini-série)
- 2022 : Infiniti : Mikhail (Anatolii Panchenko) (mini-série)
- 2022 : Echos : Dylan adolescent (Clayton Royal Johnson) (mini-série)
- 2022 : SAS : Rogue Heroes : Bill Fraser (Stuart Campbell) (5 épisodes)
- 2022 : Bargain : Le Prix à payer : Ko Keuk-ryul (Chang Ryul) (mini-série)
- 2022[n 1] : Héros fragile : Lee Jeong-chan (Yeon Jeong-Boon)
- 2023 : La Cité invisible : ? (?) (saison 2)
- 2023 : La Vie mensongère des adultes : ? (?) (mini-série)
- 2023 : Bodies : ? (?) (mini-série)
- 2023 : À découvert (en) : ? (?)
- 2023 : Daily Dose of Sunshine : Song Yoo-chan (Jang Dong-yoon)
- 2023-2025 : Reacher : ? (?) (saisons 2 et 3)
- 2024 : SupraCell (en) : Rodney Cullen (Calvin Demba (en))
- 2025 : Les Lettres du passé (sv) : Murat, jeune (Kerem Alp Kabul)

#### Séries d'animation
- 2021-2023 : Dragons : Les Neuf Royaumes : Leonard Burne / Morceleur

### N
1. ↑  Doublage effectué tardivement pour une diffusion en 2025 sur Netflix.